# Социалистическая партия Тимора

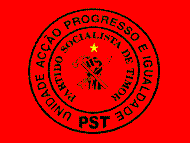
Старый флаг партии

Социалистическая партия Тимора (порт. Partido Socialista de Timor, PST) — марксистско-ленинская политическая партия в Восточном Тиморе.

## История
Социалистическая партия Тимора существует с февраля 1997 года, когда Восточный Тимор всё ещё находился под оккупацией Индонезии. Это отколовшаяся от Революционный фронт за независимость Восточного Тимора (ФРЕТИЛИН) партия, основанная Авелину Марией да Силва Коэлью, Педру Мартирешем да Коштой и Антониу Маер Лопешем.
Она уходит своими корнями в небольшую коммунистическую группу внутри молодежной организации ФРЕТИЛИН OJETIL. В декабре 1989 года восточнотиморские студенты, обучавшиеся в университетах Явы и Бали, основали FECLITIL (Фронт студенческого сопротивления за освобождение Восточного Тимора) — OJETIL стал для них слишком умеренным.
Непосредственным предшественником Соцпартии же стала созданная на его базе 20 декабря 1990 года в Индонезии Социалистическая ассоциация Тимора (Associação Socialista Timorense, AST). Основу её членов составили группы как студентов, так и рабочих из Восточного Тимора, базировавшихся в столице Индонезии Джакарте и других индонезийских городах, где учились и работали восточнотиморцы, в том числе на Бали, Южной Суматре и Восточном Калимантане.
В феврале 1997 года Ассоциация была официально зарегистрирована как партия в Индонезии. Однако в том же году её членов обвинили во взрыве бомбы, и её основатель Коэлью да Силва нашел убежище в австрийском посольстве в Джакарте (которое смог покинуть только в апреле 1999 года, после свержения индонезийского диктатора Сухарто).
В 1998 году AST была преобразована в Социалистическую партию Тимора. Первый национальный съезд партии прошёл 10-11 февраля 2000 года в Дили, столице Восточного Тимора.
При поддержке партии в 1999 году была основана организация ветеранов Conselho Popular pela Defesa da República Democrática de Timor-Leste (CPD-RDTL), призвавшая вернуться к конституции 1975 года вместо принятия новой. Первоначально партия не была представлена в Национальном совете тиморского сопротивления (Conselho Nacional de Resistência Timorense), присоединившись только в 2000 году в лице Педро душ Мартиреша да Кошты. А Авелину Коэлью да Силва с конца 1999 года был членом Национального консультативного совета (НКС), временного парламента при администрации Организации Объединенных Наций.
Первоначально СПТ неоднократно поддерживала правительство ФРЕТИЛИН под руководством Мари Алькатири (например, в попытках отменить религиозное образование в государственных школах), но во время беспорядков в Восточном Тиморе в 2006 году она дистанцировалось от правящей партии и обратилась к её критикам под руководством Жозе Рамуша-Орты и Шананы Гужмана. Хотя на следующих выборах 2007 года в парламент партия не прошла, но её генеральный секретарь Коэлью да Силва стал государственным министром энергетики (официально беспартийным) в новом правительстве Гужмана.

## Организация
Партия представлена во многих общинах и сосредоточивает свою работу на традиционных районах ФРЕТИЛИН, таких как Сойбада и Айлеу. Его членами являются в основном молодые люди, а также некоторые старые члены левых крыльев ФРЕТИЛИН и её вооружённого крыла ФАЛИНТИЛ.
В состав СПТ входят Политбюро, Центральный комитет с 82 членами и партийные организации труда, женщин и молодёжи. Партийная газета — информационный бюллетень Vanguarda («Авангард») — выходит нерегулярно. Партия установила связи с тиморскими профсоюзами, но они слабы из-за небольшого количества занятых в приоритетном для партии промышленном секторе. Партией был создан ряд кооперативных хозяйств.
СПТ поддерживает связи с рядом политических организаций и профсоюзов в Португалии, Западной Европе, Австралии и Индонезии. В числе её международных контактов Португальская коммунистическая партия, Зелёные левые Нидерландов, Демократическая социалистическая партия Австралии и Народно-демократическая партия Индонезии. Связи с проиндонезийской Национальной партией Тимора отрицаются, как и враждебное отношение к церкви.

## Идеология

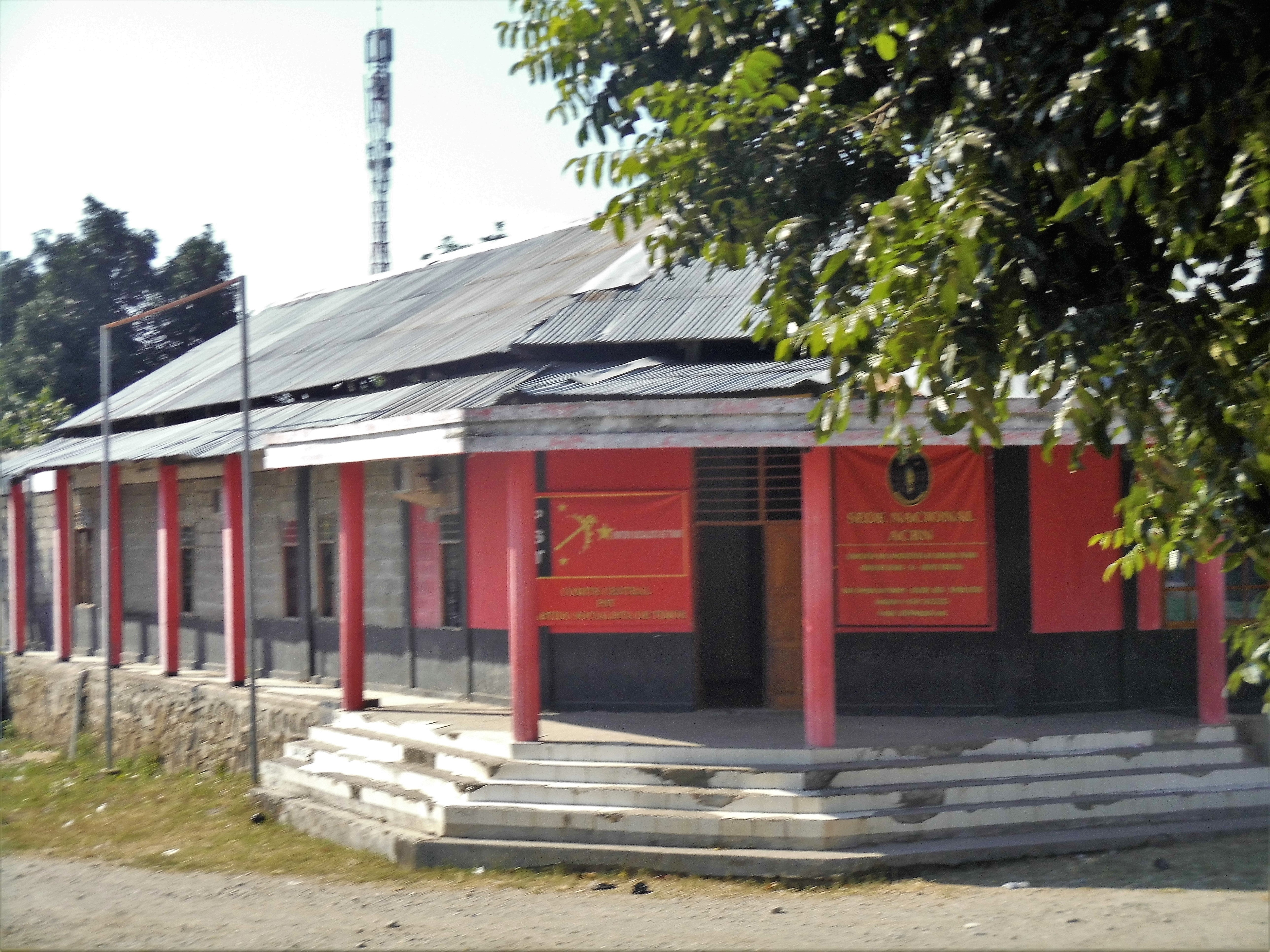
Штаб-квартира СПТ в Маскареньяше (Вера-Крус)

СПТ поддерживает демократическую парламентскую многопартийную систему, разделение властей, свободу печати и свободный доступ к информации, свободу вероисповедания, гендерное равенство, право на развод и другие права человека. Она требует свободного и бесплатного доступа к образованию. Доступ к системе здравоохранения также должен быть всеобщим. СПТ поддерживает реформу пенитенциарной системы (тюрьмы в первую очередь предназначены для реабилитации заключенных), отмену смертной казни и призывает к максимальному тюремному заключению на срок до 10 лет.
СПТ опекается прежде всего положением рабочих и крестьян. Партия выступает за трудовые права, включая свободные профсоюзы, права на труд и жильё, равную оплату за равный труд. Детский труд должен быть запрещен, как и проституция и полигамия. Следует и далее развивать сельское хозяйство как основу экономики, а микрокредиты использовать для развития сельских районов. Сельскохозяйственные земли должны быть распределены равномерно, крупные поместья подлежат экспроприации, а основное внимание уделяется коллективной собственности. Партия также считает, что стоит развивать туризм и защищать окружающую среду.
В период после обретения Восточным Тимором независимости в 2002 году СПТ выступал за португальский и английский языки в качестве официальных, пока не был разработан тетум. Сегодня партия требует, чтобы в будущем португальский был только рабочим языком, но не национальным (см. языки Восточного Тимора). Призывала к конфискации и национализации индонезийской государственной собственности в Восточном Тиморе, а также к примирению общества после периода индонезийской оккупации (1975—1999). СПТ выступала за добрососедские отношения со странами Азиатско-Тихоокеанского региона и Содружества португалоязычных стран.
Конечная цель Соцпартии декларируется как социалистическое, бесклассовое общество в Восточном Тиморе, свободное от любого колониализма, империализма, патернализма и эксплуатации. Достичь его предлагается мирным путём посредством просвещения и повышения сознательности.

## Члены

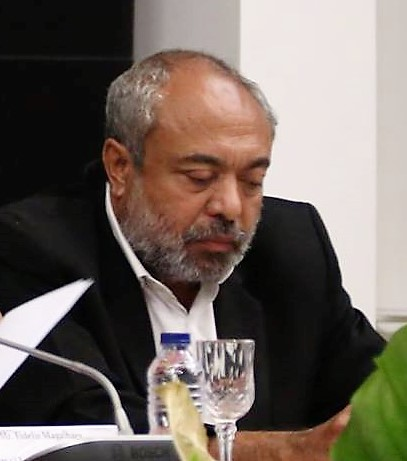
Авелину Коэлью да Силва (2019)

В 2001 году лидером партии был Педру душ Мартиреш да Кошта. Он также представлял СПТ в национальном парламенте Восточного Тимора с 2001 по 2007 год. Заместителем секретаря с 1999 по 2002 год был Мерисиу Орнай душ Рейш, генеральным секретарём и идейным лидером партии — Авелину Коэлью да Силва, заместителем генсека — Антониу Маер Лопеш (Фатук Мутин), официальным представителем партии — Нелсон Коррейя. Бывший в 1999—2002 годах вице-президентом СПТ Мерисиу Жувиналь душ Рейш, но покинувший партию в 2003 году.
В 2007 году Педру душ Мартиреш да Кошта перешёл в более консервативный Национальный конгресс за реконструкцию Тимора (CNRT). Новым председателем партии стал Нелсон Коррейя, генеральным секретарем по-прежнему оставался Авелину Коэлью да Силва.
В 2011 году Авелину Коэлью да Силва принял председательство в партии. Новым генеральным секретарём стал Педру Сарменту (затем — Мануэл Азанкот де Менезеш), вторым генеральным секретарем — Ана Перейра Соареш, третьим — Жоаника Перейра душ Сантуш. Заместитель лидера партии Элдер Лопеш умер в 2017 году, заместитель генсека Лучано Орнай — в 2020 году в возрасте 42 лет, также занимавший эту должность Жуан Бошку Карсереш — в 2022 году.

## Выборы
На парламентских выборах, состоявшихся 30 августа 2001 г., партия получила 1,8 % голосов избирателей и 1 из 88 мест. Но уже на парламентских выборах, состоявшихся 30 июня 2007 г., партия набрала 0,96 % голосов и не получила ни одного места, поскольку не достигла 3%-го электорального порога.
Кандидатом от партии на президентских выборах в апреле 2007 года был Авелину Коэлью да Силва, занявший седьмое место с 2,06 % голосов. Затем в июле 2007 года СПТ и пять других партий, также не преодолевших трёхпроцентный барьер, сформировали Демократическую прогрессивную лигу (Liga Democrática Progressiva), призванную стать политической платформой внепарламентских партий, очень различных по идеологии и программе. После парламентских выборов 2012 года будет существовать подобный Блок народного единства (Bloku Unidade Popular), из пяти партий, не прошедших в парламент, с Авелино Коэлью в качестве генерального секретаря, однако 27 июля 2016 года СПТ покинула BUP из-за разногласий.
На местных выборах в октябре 2009 года СПТ завоевала 79 мест из 4889. В 2012 году Соцпартия не выставляла кандидата на президентских выборах, а на парламентских снова не смогла преодолеть избирательный барьер, хотя с 2,41 % (11 379 голосов) значительно улучшила свой результат 2007 года, получив более 3 % в округах Бобонару (3,38 %), Эрмера (5,77 %), Манатуто (3,98 %), Мануфахи (4,55 %) и Окусе (4,33 %). Коэлью да Силва был повторно назначен в кабинет премьер-министра Гужмана, на этот раз в качестве государственного секретаря Совета министров. Он сохранил этот пост после перестановок 2015 года в правительстве под руководством нового премьер-министра Руй Марии де Араужу.
28 сентября 2017 года собрание расширенного Центрального комитета СПТ выбрало Антониу Маера Лопеша своим кандидатом на президентских выборах того же года; он получил только 1,76 % голосов избирателей. На парламентских выборах 2017 года СПТ также завоевала существенно меньше необходимых 4 % для прохождения — 0,86 %. Затем СПТ присоединилась к Национальному демократическому форуму (FDN), но вышла из альянса в 2018 году перед внеочередными выборами 12 мая, перейдя в Социал-демократическое движение (MSD). На досрочных парламентских выборах 2018 году эта коалиция также не преодолела четырехпроцентного барьера, набрав всего 3188 (0,5 %) голосов.